# Ronnie Dix
Ronnie Dix (ur. 5 września 1912 w Bristolu; zm. 1998) – angielski piłkarz występujący na pozycji napastnika.

## Kariera klubowa
W wieku 15 lat Dix rozpoczął grę w Bristol Rovers. Mając 15 lat i 173 dni zadebiutował w tym zespole. W 1928 roku Dix stał się najmłodszym zdobywcą bramki w the Football League, kiedy to strzelił bramkę dla Bristol Rovers w meczu z Norwich City w Third Division. Miał wtedy 15 lat i 180 dni.
Następnie Dix grał w Blackburn Rovers, Aston Villi, Derby County i Tottenhamie Hotspur. W latach 1947–1948 grał w Reading, gdzie rozegrał 51 meczów i zdobył 15 goli.
W czasie II wojny światowej gościnnie występował w Bristol City, Chester, Blackpool, Bradford Park Avenue, Wrexham, York City i Liverpoolu. 
Dix był także utalentowanym krykiecistą i członkiem klubu golfowego Long Ashton.

## Kariera reprezentacyjna
Ronnie Dix 9 listopada 1938 roku zadebiutował w reprezentacji Anglii w meczu z Norwegią. W spotkaniu tym strzelił także bramkę.